# Primera expansión incaica

Expansión inca hasta 1438.

La consolidación y primera expansión incaica se produjo poco después de su fundación por parte de Manco Cápac, durando cerca de medio siglo de historia, correspondiente a los reinados de Sinchi Roca y Lloque Yupanqui.
También se debe tener en cuenta que al analizar la historia de esta expansión territorial hay que tener en consideración que esta es recreada principalmente solo por lo escrito en crónicas posteriores de diversos autores basadas en cuentos orales transmitidos de generación en generación por décadas o incluso siglos antes de pasar a la memoria escrita por lo que es natural que existan distintas versiones sobre los mismos hechos.

## Sinchi Roca
Fue Sinchi Roca (c. 1230-1260) el primero en lucir la borla imperial de la maskaypacha, signo de dignidad suprema. Sinchiruka se dedicó a mantener y perfeccionar todo lo que su padre Manco Cápac había logrado.
Por el Collasuyo (sur), conquistó a los Pukina, Kanchi y otras naciones hasta Chuncara. Con ello ganó unos 100 kilómetros de dominio territorial. Por el Umasuyo (noroeste del lago Titicaca) conquistó a los Cancalla, Cacha, Rurucachi, Asillu, Asancaru, Huancani y Pucara. Por el Antisuyo (este) llegó hasta "un río llamado Callahuaya".

## Lloque Yupanqui
Por su parte, Lloque Yupanqui (c. 1260-1290) organizó un ejército de 6.000 soldados. Por el Orcosuyo (Chuncara, Collasuyo y alrededor del Titicaca hasta encontrarse con el Umasuyo), conquistó hasta el curacazgo de Cana, a los que somete pacíficamente. A los ayaviri, los conquista por la fuerza de las armas y dejó entre los ayaviris una “guarnición de guerra”.
Años más tarde y al mando de un ejército de 9.000 hombres, decidió conquistar los alrededores del Lago Titicaca. Mandó emisarios para conminarles que se sometieran al dominio Inca a los curacas y hatun curacas de los pueblos de Paukarqulla y Hatun Qulla. Los curacas luego de reunirse aceptaron el ofrecimiento del Sapa Inca Lloque Yupanqui.
Luego de una estadía de varios años en el Cusco, Lloque Yupanqui emprendió otra expedición conquistadora, esta vez al mando de 10 000 soldados. Llegó a Hatun Colla y de ahí se dirigió a Chucuito, otro reino lacustre; el curaca aceptó el ofrecimiento Inca y se sometió pacíficamente; durante esta expedición, también fueron conquistados los reinos de: Hillaui (Ilave), Chulli (Yuli), Pumata (Pomata) y Cipita (Zepita). Lloque Yupanqui hizo regresar al Cusco al grueso del Ejército Real y se quedó en la zona conquistada con consejeros, especialistas y militares para cimentar la organización económica, social, política y religiosa.
Al año siguiente, comenzó la conquista del Contisuyo (oeste), con un ejército de 10 000 hombres, al mando de un hermano suyo. Sus tropas llegaron hasta Hurin Pacasa en las faldas de la cordillera occidental, a 100 km del Mar de Grau. Los Hurin Pacasa, eran sociedades aldeanas, por lo que su conquista fue relativamente fácil. Esta conquista duró tres años. El Sapa Inca Lloque Yupanqui, se dedicó durante este tiempo a visitar sus tierras conquistadas y a ampliar la frontera agrícola, construyendo obras de irrigación y a la construcción de caminos, puentes y tambos. Asimismo, ejercitaba a su hijo Mayta Cápac, para que luego asumiera el control del reino, para que los súbditos lo conocieran y se ejercitase en el gobierno de ellos, se hacía acompañar por él.